# 马克桑斯·拉克鲁瓦
马克桑斯·拉克鲁瓦（法語：Maxence Lacroix；2000年4月6日—），是一名法国足球运动员，场上司职中后卫，目前效力于英超球队水晶宫。

## 俱乐部生涯
2017年8月21日，拉克鲁瓦与法乙球队索肖签下了他人生中的第一份职业合同。2018年12月22日，拉克鲁瓦在索肖1-0小胜洛里昂的法乙比赛中首发出场，完成了一线队首秀，这同时也是他的职业生涯首秀。+
2020年8月25日，德甲球队沃尔夫斯堡官方宣布，拉克鲁瓦正式加盟球队，双方签约4年。

## 国家队生涯
拉克鲁瓦目前是一名法国青年国脚，曾代表法国U-17国家队出战2017年U-17世界杯以及2017年U-17欧洲杯。

## 荣誉
水晶宫
- 英格兰足总杯冠軍：2024–25[6]
- 英格蘭社區盾冠軍：2025[7]